# Xucu-pà
Xucu-pà és un grup de blues i rock català originari d'Olot (La Garrotxa). La banda va néixer l'any 1982 i es va dissoldre el 2003. Són els creadors del rock bacó: un estil basat en l'ús del parlar de la Garrotxa per tractar temàtiques irreverents, sovint políticament incorrectes i expressades sense cap prejudici ni malícia.
El conjunt, amb una trajectòria activa de més de vint anys i algun retorn posterior, ha tingut impacte especialment a les comarques gironines. En aquest temps publiquen un cançoner i 3 àlbums i col·laboren en els discos 5 anys de rock a Girona (1994), Fum de Celtas (1995) i Cançons d'Olot (2001). Els caracteritzen unes lletres hilarants tant per l'ocurrència en el llenguatge i l'ús del vocabulari garrotxí com per la quotidianitat de les situacions descrites, acompanyades amb una dosi d'irreverència i escatologia.

## Història
El grup va fundar-se la tardor del 1982 i als inicis feia versions d'artistes com Eric Clapton o Bob Dylan amb alguna composició pròpia. Els membres inicials eren Carles Fontfreda (guitarra rítmica i veu), Ton Torné (guitarra melòdica i veu), Pam Vila (baix i veu) i Joan "Lannon" Vilanova (bateria). A partir de l'any 1984 a les actuacions només interpreten temes propis, que editen el 1985 a l'àlbum Textes tèxtils, sants, botifarres i pernils. Es tracta d'un disc mut, un llibret, on recullen les lletres de les seves cançons juntament amb il·lustracions d'artistes joves olotins.
Al cap de poc temps, Lanon Vilanova deixa la banda i s'incorpora Jordi Sabater (teclats). S'hi sumaran posteriorment, també, Mon Vilanova (bateria) i Jaume Dorca (saxo i veu). Amb aquesta nova formació i després de comptar amb el finançament suficient, el grup va decidir, ara sí, enregistrar en un estudi les seves peces. Així va ser com el maig de 1988 va néixer Ja estem encinta, un casset amb 6 cançons. El grup comença a sonar a les ràdios catalanes i guanya el primer premi del concurs de maquetes musicals organitzat per Catalunya Ràdio i impulsat per Miquel Calçada, amb la possibilitat de gravar un disc en un estudi professional. La final del concurs es va celebrar a la Fira del Teatre de Tàrrega el 10 de setembre de 1988 i va guanyar la formació olotina per votació popular. L'any 2015 Rosalita Records va reeditar el treball en forma de CD i disc de vinil després d'una campanya de micromecenatge per finançar-ne les despeses.
El novembre de 1992 treuen Sardines bordes en disc i casset, amb 11 temes nous. Aquest cop ja no és un treball autoeditat, sinó que és produït per Alternativa. El grup va comptar amb la col·laboració del percussionista Suso Castillo, que havia tocat habitualment amb ells els últims dos anys. El disc és considerat un dels 100 millors discos de la música en català per la revista Enderrock. A part de les actuacions en festes majors també són remarcables les actuacions de la banda en concerts-protesta, com la que van dur a terme l'any 1999 juntament a Ska-P contra la construcció del túnel de Bracons.
L'any 2003 va estar marcat pel llançament del seu tercer treball i alhora per la mort de Pam Vila, fet que va causar la dissolució del grup. Després del llançament de Només ho sel·la encara van aportar una nova peça al recopilatori Per la Terra, una nova acció de protesta dels artistes del territori contra el túnel de Bracons. La presentació d'aquest recopilatori, l'estiu de 2003 a Puigpardines, va ser l'última actuació en vida de Pam Vila, que morí uns mesos després.
L'any 2017, a iniciativa de Rosalita Records -impulsors de la reedició de Sardines bordes- es publica Engruna i grumoll, l'últim treball de la banda en forma de CD i disc de vinil on s'inclouen totes les peces que encara no estaven gravades en disc, a més d'una peça homenatge a Pam Vila i un altre tema inèdit. A més de les reedicions, la banda ha fet diversos retorns als escenaris. La banda completa va reunir-se l'any 2015 al seu concert-homenatge, on van compartir escenari amb diversos grups de la comarca que van versionar les seves cançons; i també l'any 2017, coincidint amb l'estrena d'Engruna i grumoll.

## Discografia
- Textes tèxtils, sants, botifarres i pernils (1985)
- Ja estem encinta (1988)
- Sardines bordes (1992)
- Només ho sel·la (2003)
- Engruna i grumoll (2017)